# Mit Feuer und Schwert

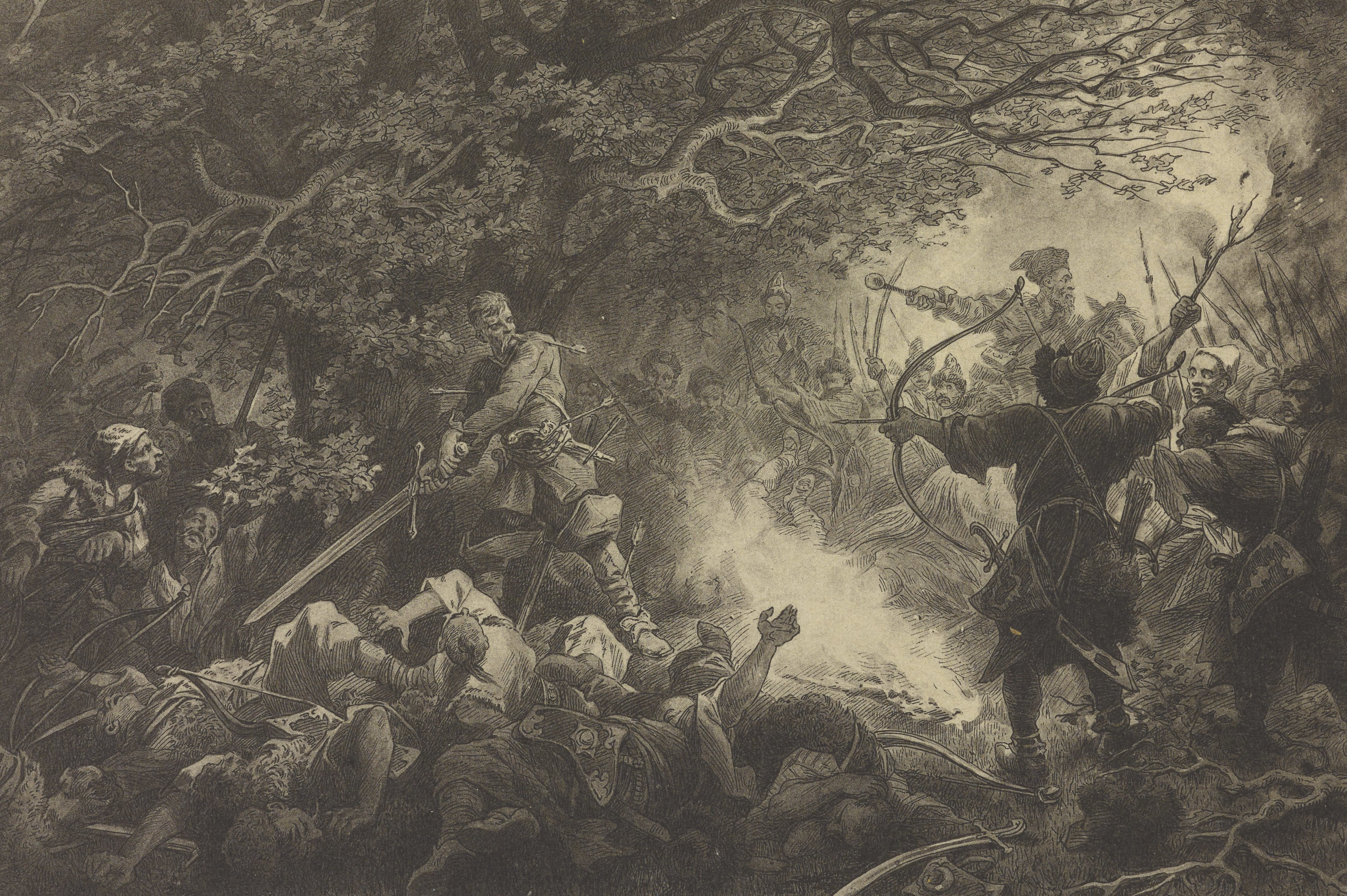
Der Tod des Longinus Podbipieta bei Sbarasch. Illustration von Juliusz Kossak.

Mit Feuer und Schwert (polnisch Ogniem i Mieczem) ist ein historischer Roman des polnischen Schriftstellers Henryk Sienkiewicz und der erste Teil einer Trilogie, die durch die Romane Sintflut (1886) und Herr Wołodyjowski (1888) fortgesetzt wird.

## Beschreibung
Die Handlung des Historienepos spielt in den Jahren 1648 bis 1651 und thematisiert die Rebellion der Kosaken unter Hetman Bohdan Chmielnicki in der Ukraine, welche damals unter polnischer Herrschaft stand. Der Roman wurde im Jahr 1884 in Warschau veröffentlicht. Die Erzählung entstand zu Zeiten der Teilungen Polens und sollte der polnischen Leserschaft zur „Stärkung der Herzen“ dienen.
Die Hauptfigur des Buches ist Jan Skrzetuski.

## Verfilmungen
Im Jahr 1962 entstand eine italienische Verfilmung des Romans mit dem Titel Col ferro e col fuoco.
Im Jahr 1999 entstand auf Basis des Buches der gleichnamige polnische Film Ogniem i Mieczem (deutscher Verleihtitel: Die Kreuzritter 5 – Mit Feuer und Schwert) unter der Regie von Jerzy Hoffman. Der rund dreistündige Monumentalfilm ist die letzte der drei – übrigens in chronologisch umgekehrter Reihenfolge entstandenen – Verfilmungen der Roman-Trilogie. Die weibliche Hauptrolle wurde mit der international bekannten polnisch-schwedischen Schauspielerin Izabella Scorupco besetzt.
Der Film wurde von der Kritik vor allem wegen seiner aufwendigen Ausstattung positiv beurteilt; Kostüme und Kulissen entsprächen exakt den historischen Vorbildern und unterschieden sich so deutlich von vielen Hollywoodproduktionen. Hoffmans Team wurde von namhaften polnischen und ukrainischen Historikern und Waffenforschern beraten, die im Abspann genannt werden. Der Film wurde 2000 mit dem Polnischen Filmpreis ausgezeichnet.

## Ausgaben
- Henryk Sienkiewicz: Mit Feuer und Schwert. Historischer Roman. Deutsch von Clara Hillebrand. 2 Bde. Gracklauer, Leipzig 1901 (Digitalisat der 2. Auflage des 1. Bandes im Internet Archive)
  - Ausgabe ohne Übersetzerangabe: Globus Verlag, Berlin o. J. (Volltext von Band 1 und Band 2 im Projekt Gutenberg-DE)
- Henryk Sienkiewicz: Mit Feuer und Schwert. Historischer Roman. Nach dem Polnischen übersetzt von E. und R. Ettlinger[1]. 2 Bde. Benziger, Einsiedeln, Waldshut und Köln 1903
- Henryk Sienkiewicz: Mit Feuer und Schwert. Historischer Roman. Übersetzt und eingeleitet von Michael von Borski. Buchverlag fürs Deutsche Haus (A. Wagner), Berlin o. J. [1913] (auch bei Weichert Verlagsbuchhandlung und Buchdruckerei, Berlin o. J.)
- Henryk Sienkiewicz: Mit Feuer und Schwert. Nach der illustrierten Ausgabe aus dem Polnischen übersetzt von Siegmund Horowitz. Otto Janke Verlag, Berlin o. J.
- Henryk Sienkiewicz: Mit Feuer und Schwert. Historischer Roman. Deutsch von Sonja Placzek. 2 Bde. Josef Habbel, Regensburg o. J.
- Henryk Sienkiewicz: Mit Feuer und Schwert. Der große historische Roman des Literatur-Nobelpreisträgers in elf Teilen, zwei Bänden. Erstmals ungekürzt in deutscher Sprache von C. G. Lecaux[2]. Bastei Lübbe, Bergisch Gladbach 1999, ISBN 3-404-14196-2.